# Plagiogonus oberthuri
Plagiogonus oberthuri är en skalbaggsart som beskrevs av Renaud Maurice Adrien Paulian 1936. Plagiogonus oberthuri ingår i släktet Plagiogonus och familjen Aphodiidae. Inga underarter finns listade i Catalogue of Life.